# Лінія Фоша

Польсько-Литовський кордон в 1918—1939 роках. Лінія Фоша позначена темно-зеленим кольором

Лінія Фо́ша (лит. Fošo linija; пол. Linia Focha) — демаркаційна лінія між Польщею та Литвою, проект якої був розроблений штабом Фердінада Фоша та підтриманий Верховною військовою радою Антанти 26 липня 1919 року.
Лінія починалася в Східній Пруссії біля Віштинця (на литовському боці), далі йшла в північному напрямку до Віжайн, залишаючи на литовській стороні місто Любавас, далі пролягала на північ до Пунська, берегом озера Галадуш, йшла на схід від Бержників (на польському боці) до річки Марихи, вздовж якої до гирла річки Німан.
На деяких ділянках лінія Фоша збігалася з лінією Керзона, яка стала підставою для сучасного польсько-литовського кордону.